# Fabien Cool
Fabien „The Cool” Cool (ur. 29 sierpnia 1972 w L’Isle-Adam) – francuski piłkarz, grał na pozycji bramkarza.
Grał w AJ Auxerre przez całą swoją karierę, z wyjątkiem sezonu 1993/1994, gdy był wypożyczony do FC Gueugnon. Zdobył mistrzostwo kraju w 1996 roku i puchar krajowy w 1996, 2003 i 2005.
19 maja 2007 roku zakończył karierę piłkarską.